# Massimo Boscatto
Massimo Boscatto (Napoli, 21 giugno 1971) è un ex tennista italiano.

## Carriera
Attivo dal 1988 al 1999, salvo qualche apparizione successiva, in carriera si é distinto prevalentemente in doppio, specialità nella quale si distinse già da juniores, quando nel 1988 raggiunse la finale degli US Open insieme a Stefano Pescosolido ma uscendo sconfitti contro la coppia di casa composta da Jonathan Stark e John Yancey.
Tre anni dopo raggiunse la finale dell'Hypo Group Tennis International di Genova nel 1991 insieme a Massimo Ardinghi, dove però venne sconfitto in tre set dalla coppia formata da Marcos Górriz e Alfonso Mora. Dopo questa finale toccò la miglior posizione del ranking ATP con il 110º posto.
Nello stesso anno, insieme a Pescosolido, partecipò anche al Torneo di Wimbledon uscendo al primo turno e ai XI Giochi del Mediterraneo di Atene, dove vinsero la medaglia d'oro battendo in finale gli spagnoli Alberto Berasategui e Àlex Corretja.

## Statistiche

### Doppio

#### Finali perse (1)
| Legenda                                                      |
| Grande Slam (0)                                              |
| ATP Tour World Championships (0)                             |
| Super 9 / Masters Series (0)                                 |
| Giochi olimpici (0)                                          |
| ATP Championships Series / ATP International Series Gold (0) |
| ATP World Series / ATP International Series (1)              |

| Numero | Data           | Torneo                                  | Superficie    | Compagno         | Avversari in finale        | Punteggio     |
| 1.     | 23 giugno 1991 | Hypo Group Tennis International, Genova | Terra battuta | Massimo Ardinghi | Marcos Górriz Alfonso Mora | 7-5, 5-7, 3-6 |

### Tornei minori

#### Doppio

##### Vittorie (4)
| Legenda tornei minori |
| Challenger (3)        |
| Futures (1)           |

| N. | Data             | Torneo                          | Superficie    | Compagno            | Avversari in finale               | Punteggio     |
| 1. | 10 febbraio 1991 | Jakarta Challenger, Giacarta    | Terra battuta | Massimo Ardinghi    | Peter Carter Niclas Kroon         | 5-7, 6-4, 7-6 |
| 2. | 31 marzo 1991    | Marsiglia Challenger, Marsiglia | Terra battuta | Stefano Pescosolido | Tom Kempers Tom Nijssen           | 6-2, 2-6, 6-3 |
| 3. | 6 ottobre 1991   | Siracusa Challenger, Siracusa   | Terra battuta | Cristian Brandi     | Diego Nargiso Stefano Pescosolido | 3-6, 7-6, 7-6 |
| 4. | 16 agosto 1998   | Italy F13                       | Terra battuta | Stefano Tarallo     | Leonardo Olguín Miguel Pastura    | 7-6, 7-5      |